# 新井大輝
新井 大輝（あらい ひろき、1993年8月2日 - ）は、日本の群馬県出身のラリードライバー。2020年・2024年の全日本ラリー選手権 (JRC) 最高峰クラスJN1のチャンピオン。血液型はAB型。
父親は2度のプロダクションカー世界ラリー選手権 (PWRC) 王者である新井敏弘。

## 経歴

### ラリーとの出会い
父が欧州のラリーで活躍していた小学生時代にイギリスに住んでいた。そのときサッカーに興味を持ち、小中高とサッカー少年として育った。ポジションは常にサイドハーフで、本庄東高校の選手として県ベスト16まで勝ち進んだことがある。その後東京電機大学の工学部機械工学科に進学し、研究室で主に車のことを学んだ。
ラリーのことは父のやっている仕事程度にしか考えておらず、高校卒業時点でラリーのことは全く考えていなかったという。そのため自動車に乗り始めたのは18歳からと遅め。車の運転が好きで軽トラックで山道を走っていたが、友人に勧められて群馬県内のラリー大会に参加したことがプロドライバーを志すきっかけとなった。ラリーを始めることに関して父・敏弘は「センスがあるかどうかはすぐ分かるから、やってみてダメならやめればいい」とのことであった。
その後、父のチームの支援を受けつつアルバイトで活動費を工面しながら短期間で成長を見せ、19歳で学生ラリーストとしてデビュー。2013年は普通自動車免許取得から一年未満であったため、全日本ラリー選手権のオープンクラスに参戦となった。アジアパシフィックラリー選手権 (APRC) と併催のラリー北海道でスバル・WRX STIを駆り国際ラリーに初挑戦し、初日で転倒しデイリタイアを喫してしまったが、SS1ではAPRC組に混じって7位につける好走を見せた（ちなみにこの時トップタイムはエサペッカ・ラッピであった）。
2014年は全日本ラリー選手権 (JRC) の最高峰クラスであるJN6クラスにスポット参戦しランキング9位。また、初の海外遠征地としてオーストリアラリー選手権に2戦出場した。2015年のJRC第4戦ラリー洞爺では敏弘に続いて2位に入り、史上初の親子ワンツーフィニッシュを達成した。またTRDラリーチャレンジ富山では初めてナビを務めた（ドライバーはWRCコメンテーターの栗田佳織）。

### 海外修行
2015年、トヨタが公募した「TOYOTA GAZOO Racingラリーチャレンジプログラム」に応募した結果、4名の最終候補者の中から勝田貴元とともに育成ドライバーに選出された。勝田もまた、祖父と父がラリードライバーというラリーファミリーの出である。ふたりはトヨタのWRC復帰活動（2017年-）を受け持つトミ・マキネン・レーシング (TMR) へ派遣され、トミ・マキネンやミッコ・ヒルボネンらの指導を受けながら、フィンランドを中心に欧州各国の国内選手権へ参戦することになった。コ・ドライバーはイギリス人のフィル・ホールと、父敏弘の元パートナーのグレン・マクニール。
2016年はフォード・フィエスタR5をドライブし、ヨーロッパラリー選手権 (ERC) 出場に続き、世界ラリー選手権 (WRC) のラリー・フィンランドにてWRC2クラスにエントリーし、自身のWRCデビューを果たす（最終日リタイア）。またJRC新城ラリーのJN5クラスでシトロエン・DS3R3 MAXをドライブし、元F1ドライバーのヘイキ・コバライネンを46.7秒の大差で破った上、総合でも3位表彰台に上がった。
2017年は大学を卒業し、生活拠点をフィンランドに移す。WRC2では5戦出場して最高はスウェーデンのクラス7位。フィンランドラリー選手権では4度クラス表彰台に上っており、ポルトガルの国内イベントで総合優勝を収めている。
2018年もフィンランド選手権とWRC2に参戦。ラリー・スウェーデンではSSタイムで勝田と日本人1-2を決める場面もあり、クラス総合でも表彰台3位につけていたが、エンジントラブルにより8位に終わった。4月にスポット参戦したポルトガル国内選手権では再び総合優勝を飾っている。しかし最終的にトヨタは育成のリソースを勝田にのみ注ぐことを決定したため、新井はTGRから放出されることとなった。

### 国内復帰

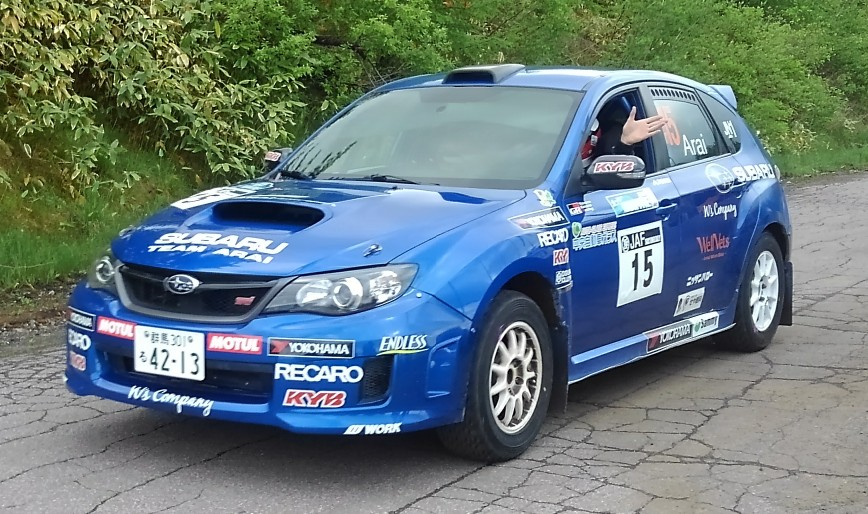
2019年ラリーモントレーにて

2019年はレカロの支援の下86/BRZレースや全日本ラリー選手権、欧州でもマンフレッド・ストール率いる著名コンストラクターのSTARDと契約し、ERC（ヨーロッパラリー選手権）にシトロエンC3 R5でスポット参戦。コ・ドライバーはエフゲニー・ノビコフやヘニング・ソルベルグを担当した経験を持つ、オーストリア人女性のイルカ・ミノア。
全日本ラリーでは最高峰クラスJN1にエントリー。復帰初戦となる第4戦久万高原で型落ちであるGRB型スバル・インプレッサWRX STIをドライブし、父の敏弘や2位の奴田原文雄に大差をつけて総合優勝を果たした。そのまま快進撃を続けてポイントリーダーの父を追い詰めるが、最終戦福島が台風19号の被災によりキャンセルされたことで惜しくもチャンピオンを逃した。TGRラリーチャレンジではコドライバーとしてもエントリーしている。
11月に開催された、翌年愛知・岐阜で復活するラリージャパンの予行イベントであるセントラルラリーには、マッズ・オストベルグがWRC2プロで使用していたワークス仕様のC3 R5を譲り受けて参戦した。
2020年はコロナ禍によりキャンセルされたイベントが多くあったものの、全4戦中総合優勝2回、総合3位2回と好成績を残し、全日本総合王者となり、前年あと僅かのところで叶わなかった「親父越え」を果たした。
2021年は4月のWRCラリー・クロアチアにフィエスタRally2でスポット参戦したが、初日でクラッシュし脊椎を骨折。これにより全日本で戦線離脱を余儀なくされた。1ヶ月間は自分の力で立つこともままならず、引退の危機にも晒されたが、なんとか回復して7月のERCローマ戦で実戦に復帰している。
2022年は北中米ラリー選手権の一戦でもあるメキシコのラリーイベント『Rally of Nations Guanajuato 2022』から参戦。また新興ラリーシリーズ『ツアー・ヨーロッパ・ラリーシリーズ』（TER）のアジア圏アンバサダーにも就任し、地元群馬のラリー・モントレーのプロモーションイベントに登場した。国内ラリーでは地方戦にスポット参戦しているが、全日本では活動を行っていない。12年ぶりに復活するラリージャパンに向けて父の会社アライ・モータースポーツを退職。急激な円安で資金不足に陥ったこともあったがクラウドファンディングで凌ぎ、埼玉県のカーショップ『Ahead Motor Service』と共に立ち上げた『Ahead Japan Racing Team』（AJRT）よりプジョー・208ラリー4を輸入して参戦。コドライバーはミノア。マシンは本番1週間前に届くというタイトスケジュールぶりであったが快走を見せ、二輪駆動勢最上位でフィニッシュ。総合15位は同年にWRCに参戦した全ラリー4車両の中でも最上位の記録であった。国内勢としてもヘイキ・コバライネンに次ぐ2番手で、前輪駆動車ながら多数のハイパワー四輪駆動勢を上回る結果を残した。
2023年で208ラリー4で全日本にスポット参戦ながら復帰。ツール・ド・唐津では雨天のDAY1午前でコバライネンに次ぐ総合2番手、最終的にも前輪駆動車で四輪駆動勢に割って入り総合3位表彰台という快挙を達成した。ラリージャパンでは前年に続き快走を見せ、2日目豊田スタジアムのSS8（スーパーSS）では父の駆るJP4規定のスバル・WRX S4を打ち破った。最終順位は勝田貴元を除く日本人全員を上回る総合10位となり、21世紀に二輪駆動でWRCクラスのポイントを獲得した、たった3人（他はセバスチャン・オジェ、アーロン・バーカート）のうちの一人、2011年以降としては初めてのドライバーとなる快挙を達成した。
2024年は自己資金を投じて中古のシュコダ・ファビアR5を購入し、最高峰クラスへと復帰。開幕戦は資金不足でスペアパーツも満足に揃えられず、セーブする走りを強いられつつも最新鋭のGRヤリス ラリー2に次ぐ2位表彰台を獲得。さらに牽引免許を取得して自ら陸路でマシンを運搬するなどの倹約努力が実を結び、第二戦唐津で2020年同イベント以来となる全日本総合優勝を果たした。その後も優勝を重ね、9月のラリー北海道で最終戦を待たずして最新のワークスマシンを駆る勝田範彦を破り、自身2度目のチャンピオンを獲得した。ラリージャパンでは6年振りにWRC2クラスに参戦した。しかし中古マシンということもあり最新のラリー2マシンに乗るライバル達との差は大きく苦戦したが、その中でも土曜日に新たに設定された笠置山のSS10と13でトップタイムをマークし気を吐き、堅実に走行を続けWRC2クラスでは参戦した日本人最上位の3位表彰台を獲得しラリー全体の総合順位では昨年を上回る総合9位に入った。

## 人物・エピソード
- 2021年に結婚している。
- 目標とするドライバーは元WRC王者のマーカス・グロンホルム[18]。小学生の時にラリージャパンを観戦した際、グロンホルムからラリーに最も必要なものは「気持ち」というアドバイスを受け、その言葉を胸に刻んでいる。
- 2022年にはTERの企画で元WRC王者のディディエ・オリオールとの対談が実現している。
- 二郎系ラーメンが大好き[19]。
- 2018年ツール・ド・コルスのSS1で、ラリー映画『OVER DRIVE』公開に合わせて観戦していた東出昌大・羽住英一郎らのちょうど目の前でコースアウトした。新井からも東出らが見えており、「やばいところでやっちゃった」と感じたと語っている[20]。
- 帰国後はSNSアカウントを創設して積極的な情報発信を行っている他、YouTuberたちの企画にもたびたび出演して腕前を披露している。ドライビングやメカニズムの技術はもちろんネットミームにも通じており、加えて苦境でも変わらぬ軽快な語り口での投稿から、勝田を除く日本人ラリードライバーとしては相当な数のフォロワー数を持つ。
- 2022年7月末の北関東を襲った大雨により、地下駐車場で購入後わずか一ヶ月の愛車（プジョー・308）が水没。その時にまるでチョウチンアンコウのように車が水中で光る奇妙な様子をTwitterで投稿した結果、3万を超えるいいねがついた[21]。また地上波のTBS系列『News23』には、一般人としてこの動画を提供していた[22]。

## 戦績

### WRC
| 年     | エントラント                         | 使用車両                     | 1   | 2      | 3       | 4      | 5   | 6       | 7       | 8       | 9       | 10    | 11      | 12  | 13     | 14  | 順位 | ポイント |
| ------ | ------------------------------------ | ---------------------------- | --- | ------ | ------- | ------ | --- | ------- | ------- | ------- | ------- | ----- | ------- | --- | ------ | --- | ---- | -------- |
| 2016年 | トミ・マキネン・レーシング           | フォード・フィエスタ R5      | MON | SWE    | MEX     | ARG    | POR | ITA     | POL     | FIN Ret | GER     | CHN C | AUS     | FRA | ESP    | GBR | NC   | 0        |
| 2017年 | トミ・マキネン・レーシング           | フォード・フィエスタ R5      | MON | SWE 19 | MEX     | FRA    | ARG | POR Ret | ITA Ret | POL     | FIN Ret | GER   | ESP Ret | GBR | AUS    |     | NC   | 0        |
| 2018年 | トミ・マキネン・レーシング           | フォード・フィエスタ R5      | MON | SWE 20 | MEX     | FRA 55 | ARG | POR 12  | ITA Ret | FIN 23  | GER     | TUR   | GBR     | ESP | AUS    |     | NC   | 0        |
| 2021年 | 新井大輝                             | フォード・フィエスタ ラリー2 | MON | ARC    | CRO Ret | POR    | ITA | KEN     | EST     | BEL     | GRE     | FIN   | ESP     | MNZ |        |     | NC   | 0        |
| 2022年 | アヘッド・ジャパン・レーシングチーム | プジョー・208 ラリー4        | MON | SWE    | CRO     | POR    | ITA | KEN     | EST     | FIN     | BEL     | GRE   | NZL     | ESP | JPN 15 |     | NC   | 0        |
| 2023年 | アヘッド・ジャパン・レーシングチーム | プジョー・208 ラリー4        | MON | SWE    | MEX     | CRO    | POR | ITA     | KEN     | EST     | FIN     | GRE   | CHL     | EUR | JPN 10 |     | 26位 | 1        |

### WRC2
| 年     | エントラント               | 使用車両                | 1   | 2     | 3   | 4     | 5   | 6       | 7       | 8       | 9       | 10    | 11      | 12  | 13  | 14  | 順位 | ポイント |
| ------ | -------------------------- | ----------------------- | --- | ----- | --- | ----- | --- | ------- | ------- | ------- | ------- | ----- | ------- | --- | --- | --- | ---- | -------- |
| 2016年 | トミ・マキネン・レーシング | フォード・フィエスタ R5 | MON | SWE   | MEX | ARG   | POR | ITA     | POL     | FIN Ret | GER     | CHN C | AUS     | FRA | ESP | GBR | NC   | 0        |
| 2017年 | トミ・マキネン・レーシング | フォード・フィエスタ R5 | MON | SWE 7 | MEX | FRA   | ARG | POR Ret | ITA Ret | POL     | FIN Ret | GER   | ESP Ret | GBR | AUS |     | 32位 | 6        |
| 2018年 | トミ・マキネン・レーシング | フォード・フィエスタ R5 | MON | SWE 7 | MEX | FRA 9 | ARG | POR 5   | ITA Ret | FIN 7   | GER     | TUR   | GBR     | ESP | AUS |     | 18位 | 24       |

### WRC3
| 年     | エントラント | 使用車両                     | 1   | 2   | 3       | 4   | 5   | 6   | 7   | 8   | 9   | 10  | 11  | 12  | 順位 | ポイント |
| ------ | ------------ | ---------------------------- | --- | --- | ------- | --- | --- | --- | --- | --- | --- | --- | --- | --- | ---- | -------- |
| 2021年 | 新井大輝     | フォード・フィエスタ ラリー2 | MON | ARC | CRO Ret | POR | ITA | KEN | EST | BEL | GRE | FIN | ESP | MNZ | NC   | 0        |